# Amos Pieper
Amos Pieper (Lüdinghausen, 17 januari 1998) is een Duits voetballer die doorgaans speelt als centrale verdediger. In juli 2022 verruilde hij Arminia Bielefeld voor Werder Bremen.

## Clubcarrière
Pieper speelde in de jeugd van FC Nordkirchen en Union Lüdinghausen, voor hij in 2010 terechtkwam in de opleiding van Borussia Dortmund. In het seizoen 2017/18 en de eerste helft van de jaargang erop speelde de verdediger voor het tweede elftal van deze club. In januari 2019 nam Arminia Bielefeld hem over voor een bedrag van circa vijftigduizend euro. Hij tekende daar tot medio 2022. Zijn debuut voor Arminia volgde op 8 februari van dat jaar, in de 2. Bundesliga op bezoek bij Jahn Regensburg. Door doelpunten van Fabian Klos, Andreas Voglsammer en Cedric Brunner werd met 0–3 gewonnen. Pieper moest van coach Uwe Neuhaus op de reservebank beginnen en mocht in de rust invallen voor Brian Behrendt. Tijdens zijn eerste volledige seizoen werd Pieper met Arminia kampioen, waardoor de club promoveerde naar de Bundesliga. Op dat niveau maakte hij op 15 februari 2021 zijn eerste doelpunt als seniorspeler, in een uitwedstrijd tegen Bayern München. Na de openingstreffer van Michel Vlap verdubbelde de centrumverdediger de voorsprong. Robert Lewandowski scoorde tegen, waarna Christian Gebauer de voorsprong weer vergrootte. Corentin Tolisso en Alphonso Davies beslisten de uitslag namens Bayern op 3–3. In de zomer van 2022, nadat Arminia Bielefeld was gedegradeerd, verliep de verbintenis van Pieper. Voor die tijd werd hij al vastgelegd door het naar de Bundesliga gepromoveerde Werder Bremen, per juli 2022.

## Clubstatistieken
| Seizoen | Club                 | Competitie    | Competitie | Competitie | Beker | Beker | Internationaal | Internationaal | Totaal | Totaal |
| Seizoen | Club                 | Competitie    | Wed.       | Dlp.       | Wed.  | Dlp.  | Wed.           | Dlp.           | Wed.   | Dlp.   |
| ------- | -------------------- | ------------- | ---------- | ---------- | ----- | ----- | -------------- | -------------- | ------ | ------ |
| 2017/18 | Borussia Dortmund II | Regionalliga  | 18         | 1          | —     | —     | —              | —              | 18     | 1      |
| 2018/19 | Borussia Dortmund II | Regionalliga  | 16         | 0          | —     | —     | —              | —              | 16     | 0      |
| 2018/19 | Arminia Bielefeld    | 2. Bundesliga | 8          | 0          | 0     | 0     | —              | —              | 8      | 0      |
| 2019/20 | Arminia Bielefeld    | 2. Bundesliga | 31         | 0          | 2     | 0     | —              | —              | 33     | 0      |
| 2020/21 | Arminia Bielefeld    | Bundesliga    | 30         | 1          | 1     | 0     | —              | —              | 31     | 1      |
| 2021/22 | Arminia Bielefeld    | Bundesliga    | 27         | 0          | 2     | 0     | —              | —              | 29     | 0      |
| 2022/23 | Werder Bremen        | Bundesliga    | 29         | 2          | 2     | 0     | —              | —              | 31     | 2      |
| 2023/24 | Werder Bremen        | Bundesliga    | 7          | 0          | 1     | 0     | —              | —              | 8      | 0      |
| 2024/25 | Werder Bremen        | Bundesliga    | 20         | 0          | 1     | 0     | —              | —              | 21     | 0      |
| Totaal  | Totaal               | Totaal        | 186        | 4          | 9     | 0     | 0              | 0              | 195    | 4      |

Bijgewerkt op 30 april 2025.

## Erelijst
| 2. Bundesliga | 1 | 2019/20 |